# Enócoe de Eurimedonte
El enócoe de Eurimedonte es un enócoe ático de figuras rojas, una vasija de vino atribuida al círculo del Pintor de Triptólemo realizada ca. 460 a. C., que ahora se encuentra en el Museo für Kunst und Gewerbe Hamburg (1981.173) en Hamburgo, Alemania. Representa dos figuras; un hombre barbudo (lado A), desnudo salvo por un manto, avanza sujetando su erección con la mano derecha y estirando la izquierda hacia delante, mientras que la segunda figura (lado B) con el traje tradicional de un arquero oriental se inclina hacia delante a la altura de las caderas y tuerce la parte superior de su cuerpo para mirar al espectador mientras sostiene sus manos con las palmas abiertas frente a él, al nivel de su cabeza. Entre estas figuras hay una inscripción que dice εύρυμέδον ειμ[í] κυβα[---] έστεκα, restaurada por Schauenburg como «Soy Eurimedonte, estoy inclinado hacia adelante». Este enócoe es una fuente citada con frecuencia que sugiere las actitudes populares griegas durante el período clásico hacia las relaciones entre personas del mismo sexo, los roles de género y las relaciones greco- persas .

## Interpretación
El enócoe plantea una serie de problemas de interpretación, como la determinación del hablante. Schauenburg atribuye la expresión al arquero; su nombre hace referencia a la batalla del río Eurimedonte en algún momento de los años 460 a. C., en la que prevalecieron los atenienses . Aunque el destinatario de este acto no parece estar dispuesto, Schauenburg interpreta que esto encarna el triunfalismo griego, resumido por JK Dover de esta manera: «[e]sto expresa la exaltación de los atenienses 'varoniles' en su victoria sobre los persas en el río Eurimedonte a principios de los años 460 a.C.; proclama, '¡hemos fastidiado a los persas!'». Pinney, sin embargo, señala que es extraño que el sitio de una victoria helénica sea señalado por tal oprobio, y que el nombre Eurimedonte es un epíteto de los dioses también dado a personajes épicos. Además, está la cuestión de identificar la vestimenta de los participantes; el manto del "griego" podría ser una zaira tracia y sus patillas y barba son característicamente escitas, mientras que el traje de una pieza y los gorytos del "persa" también son típicamente escitas, socavando la lectura patriótica del enócoe por parte de Dover y Schauenburg. De hecho, Pinney tomaría esto como evidencia de que aquí se nos presenta una epopeya burlesca, y que la comedia, tal como es, radica en el comportamiento poco heroico de nuestro héroe atrapado en un acto vil.
Amy C. Smith sugiere un compromiso entre la lectura puramente sexual y la abiertamente política con su argumento de que cuando la figura griega se anuncia a sí misma como Eurimedonte, adopta el papel de personificación de la batalla a la manera de la prosopopeya o "habla ficticia" familiar de las tragedias del siglo XV. Así ella afirma; "La metáfora sexual tiene éxito quizás en tres niveles: le recuerda al espectador la posición sumisa en la que Cimón había puesto a Persia antes de la batalla de Eurimedonte; del resultado inmediato de la batalla; y de las consecuencias de la victoria, es decir,, que los atenienses se encontraron entonces en condiciones de violar a los bárbaros en los confines orientales del mundo griego".
El enócoe se ha presentado como evidencia tanto a favor como en contra de la teoría propuesta por Foucault, Dover y Paul Veyne de que la penetración sexual es un privilegio de la clase de ciudadanos griegos culturalmente dominante sobre las mujeres, los esclavos y los bárbaros. Y por tanto esta imagen, única en la iconografía ática de conducta sexualmente pática por parte del persa, sólo era admisible porque la figura masculina sumisa era extranjera. James Davidson, sin embargo, ofrece la visión alternativa de que las prácticas identificadas y estigmatizadas en la literatura griega como katapugon (κατάπυγον) y con las que podríamos caracterizar a nuestro arquero, se entienden mejor no como afeminamiento sino como incontinencia sexual carente de autodisciplina. . Así, el enócoe de vino invita al simposiasta borracho inclinado para examinar la vasija a identificarse con el eimi (ειμί) de la inscripción.